# Republic Airways Holdings
Republic Airways Holdings, Inc. (NASDAQ: RJET) — авіаційний холдинг Сполучених Штатів Америки зі штаб-квартирою в Індіанаполісі, штат Індіана, Власник п'яти авіакомпаній США:
- Chautauqua Airlines
- Republic Airlines
- Shuttle America
- Midwest Airlines
- Frontier Airlines.

## Історія та загальні відомості

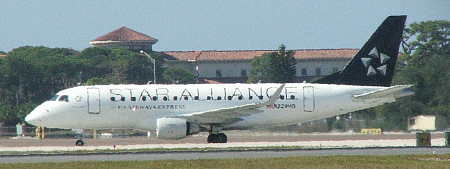
Embraer 170 Republic Airlines лівреї альянсу Star Alliance. Міжнародний аеропорт Сарасота-Бредентон

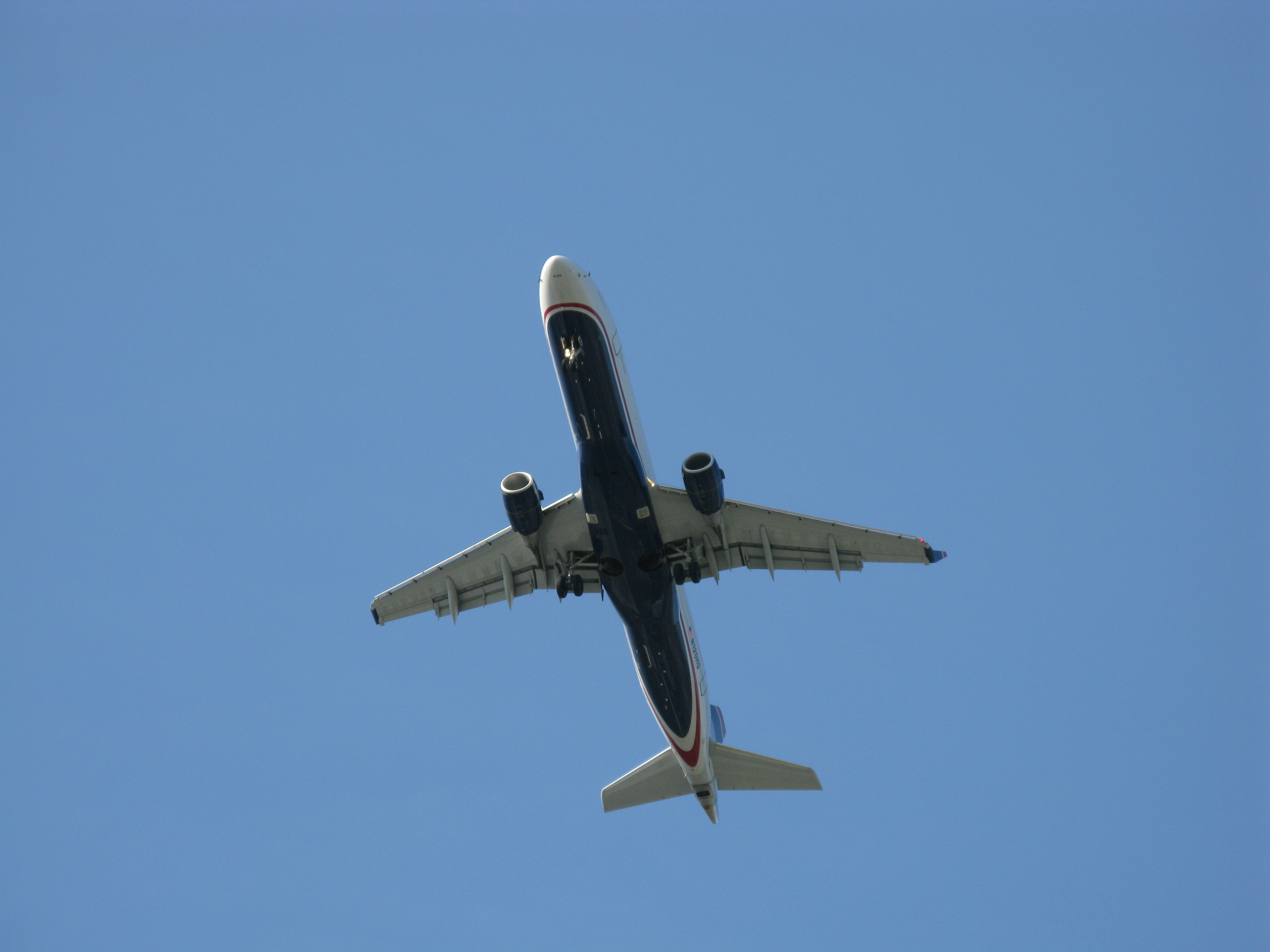
Embraer 170 Republic Airlines в заході на смугу 24R Міжнародного аеропорту імені П'єра Еліота Трюдо

З п'яти авіаперевізників холдингу авіакомпанія Chautauqua Airlines експлуатує флот з регіональних реактивних літаків місткістю до 50 пасажирських місць, Shuttle America — повітряний флот літаків Embraer 170 з конфігурацією салонів на 70 місць і Republic Airlines — флот з літаків Embraer 170 і Embraer 175 з салонами на 76-86 пасажирських місць.
Комерційна робота холдингу в особі п'яти різних перевізників має місце з причини необхідності дотримання умов так званої «розмежування Сфери» (англ. scope clauses) — положення, що накладає обмеження на максимальні розміри пасажирських регіональних літаків авіакомпаній, що працюють у партнерських угодах з магістральними авіакомпаніями країни.
У 2005 році холдинг виплатив 6,6 мільйонів доларів США штрафу профспілки пілотів авіакомпаній Allied Pilots Association за використання літаків Embraer 170 у дочірньої авіакомпанії Chautauqua Airlines під торговою маркою (брендом) United Express. Штраф був накладений за порушення положень «розмежування Сфери», згідно з якою, зокрема, заборонено використання літаків місткістю більше 70 пасажирських місць однієї регіональної авіакомпанією в партнерських угодах з двома і більше магістральними перевізниками. У даному ж випадку Chautauqua Airlines працювала під двома брендами одночасно — United Express авіакомпанії United Airlines і AmericanConnection авіакомпанії American Airlines. Щоб уникнути подальших конфліктних ситуацій керівництво холдингу Republic Airways ухвалило рішення про передачу літаків Embraer 170 в дочірню авіакомпанію Shuttle America, яка до цього експлуатувала тільки турбогвинтові літаки Saab 340.
У вересні 2005 року холдинг придбав права на 113 слотів в Національному аеропорту Вашингтона імені Рональда Рейгана, 24 слота в нью-йоркському Аеропорту Ла Гуардіа, а також уклав договір з авіакомпанією US Airways на оренду 10 літаків Embraer 170. Операція була необхідна в першу чергу магістрального перевізнику для реалізації заходів за власним виходу з банкрутства.
В даний час в холдингу Republic Airways працює близько 5 тисяч співробітників і експлуатується 226 регіональних реактивних літаків, включаючи 34 літака Embraer 175, 76 — Embraer 170, 60 — Embraer 145, 15 — Embraer 140, 17 — Embraer 135 і 24 літаки Bombardier CRJ200.
23 квітня 2008 року холдинг Republic Airways оголосив про розірвання партнерського договору з авіакомпанією Frontier Airlines з причини вступу її в стан банкрутства згідно з Главою 11 Кодексу США про банкрутство. До 23 червня 2008 року Republic Airlines відкликала всі свої літаки ERJ-170, вже введені до того часу на рейси Frontier Airlines. Керівництво холдингу має намір подати позовну заяву на відшкодування 260 мільйонів доларів збитків і недоотриманого прибутку, що склалися в результаті банкрутства Frontier Airlines. Остаточний розмір необхідного відшкодування буде визначено в суді на засіданнях з питань банкрутства авіакомпанії.

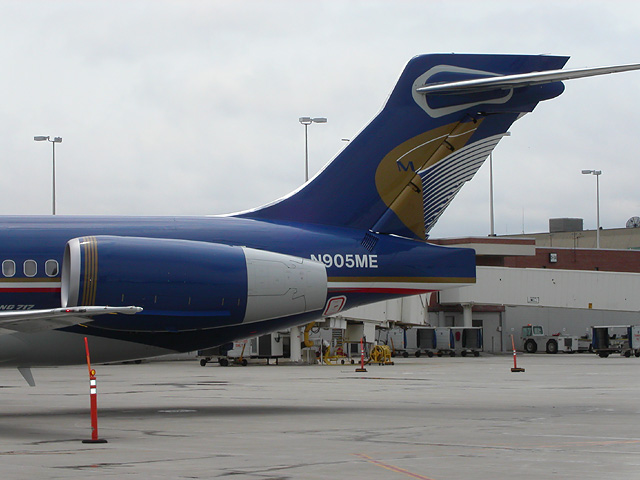
Boeing 717 авіакомпанії Midwest Airlines в Міжнародному аеропорту імені генерала Мітчелла (Мілвокі)

22 травня 2009 року Republic Airways Holdings оголосив про початок експлуатації з літа 2009 року реактивних літаків Embraer 190 в рамках код-шерінгової угоди з авіакомпанією Midwest Airlines. ERJ-190 холдингу мають компонування пасажирських салонів на 100 місць і планувалися до використання під брендом Midwest Connect на рейсах з Міжнародного аеропорту Канзас-Сіті і Муніципального аеропорту Мерсед (Мерсед, штат Каліфорнія).
22 червня 2009 року офіційно оголошено про придбання за 108 мільйонів доларів США активів авіакомпанії Frontier Airlines, перебувала у стані банкрутства, а 23 червня 2009 року керівництво холдингу Republic Airways Holdings оголосила про покупку за 31 млн доларів США іншого керуючого авіаційного холдингу Midwest Air Group разом з регіональним перевізником Midwest Airlines. Обидві авіакомпанії після проведення процедур злиття і рекструктуризації стають дочірніми підрозділами авіаційного холдингу Republic Airways Holdings.

## Флот

### Frontier Airlines

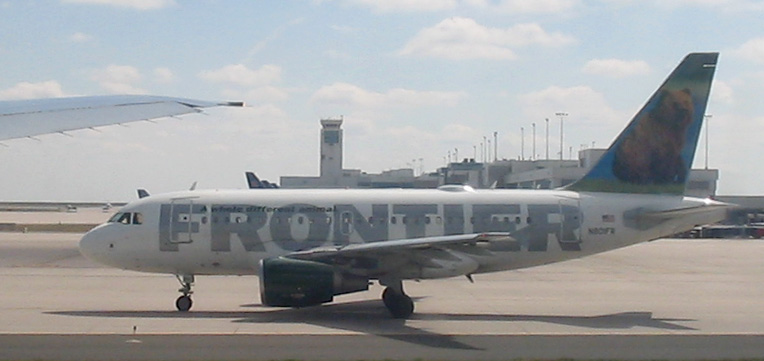
Airbus A318 «Grizwald» з емблемою ведмедя-гриззлі

Станом на листопад 2009 року повітряний флот авіакомпанії Frontier Airlines складався з таких літаків: 
Станом на вересень 2008 року середній вік повітряного флоту Frontier Airlines становив 4,1 року